# Tanner Boser
Tanner Vilbon Nicholas Boser (Bonnyville, 2 de agosto de 1991) é um lutador canadense de artes marciais mistas (MMA) que atualmente compete na categoria peso-pesado do UFC.

## Início
Boser nasceu e foi criado em Bonnyville, Alberta no Canadá e praticou katarê enquanto crescia. Ele se mudou para Edmonton, Alberta para treinar MMA. Após passar por sérios problemas financeiros em 2016, Boser dedicou fazer um curso de Técnica de Emergência Médica na esperança de se tornar um paramédico. Entretanto, a vontade de voltar a lutar falou mais alto e Boser voltou a competir. Ele chegou a competir em mais de 8 países diferentes.

## Carreira no MMA

### Ultimate Fighting Championship
Boser fez sua estreia no UFC em 18 de outubro de 2019 no UFC on ESPN: Reyes vs. Weidman contra Daniel Spitz. Ele venceu a luta por decisão unânime.
Boser em seguida enfrentou Ciryl Gane em 21 de dezembro de 2019 no UFC Fight Night: Edgar vs. The Korean Zombie. Ele perdeu por decisão unânime.
Voltando a lutar após a pandemia do COVID-19, Boser enfrentou Philipe Lins no UFC Fight Night: Poirier vs. Hooker em 27 de junho de 2020. Ele venceu por nocaute no primeiro round.

## Cartel no MMA
| Cartel no MMA   |             |            |
| 29 lutas        | 20 vitórias | 8 derrotas |
| Por nocaute     | 11          | 1          |
| Por finalização | 2           | 0          |
| Por decisão     | 7           | 7          |
| Empates         | 1           | 1          |

| Res.    | Cartel | Oponente           | Método                            | Evento                                       | Data       | Round | Tempo | Local                   | Notas                                                            |
| ------- | ------ | ------------------ | --------------------------------- | -------------------------------------------- | ---------- | ----- | ----- | ----------------------- | ---------------------------------------------------------------- |
| Vitória | 20-8-1 | Ovince St. Preux   | Nocaute (joelhada e socos)        | UFC Fight Night: Gane vs. Volkov             | 26/06/2021 | 2     | 2:31  | Las Vegas, Nevada       |                                                                  |
| Derrota | 19-8-1 | Ilir Latifi        | Decisão (dividida)                | UFC Fight Night: Rozenstruik vs. Sakai       | 05/06/2021 | 3     | 5:00  | Las Vegas, Nevada       |                                                                  |
| Derrota | 19-7-1 | Andrei Arlovski    | Decisão (unânime)                 | UFC Fight Night: Santos vs. Teixeira         | 07/11/2020 | 3     | 5:00  | Las Vegas, Nevada       |                                                                  |
| Vitória | 19-6-1 | Raphael Pessoa     | Nocaute Técnico (socos)           | UFC on ESPN: Whittaker vs. Till              | 25/07/2020 | 2     | 2:36  | Abu Dhabi               | Performance da Noite.                                            |
| Vitória | 18-6-1 | Philipe Lins       | Nocaute (socos)                   | UFC Fight Night: Poirier vs. Hooker          | 27/06/2020 | 1     | 2:41  | Las Vegas, Nevada       |                                                                  |
| Derrota | 17-6-1 | Ciryl Gane         | Decisão (unânime)                 | UFC Fight Night: Edgar vs. The Korean Zombie | 21/12/2019 | 3     | 5:00  | Busan                   |                                                                  |
| Vitória | 17-5-1 | Daniel Spitz       | Decisão (unânime)                 | UFC on ESPN: Reyes vs. Weidman               | 18/10/2019 | 3     | 5:00  | Boston, Massachusetts   | Estreia no UFC.                                                  |
| Vitória | 16-5-1 | Jared Kilkenny     | Nocaute Técnico (chutes na perna) | Unified MMA 37                               | 24/05/2019 | 4     | 2:17  | Enoch, Alberta          | Defendeu o Cinturão Peso Pesado do Unified MMA.                  |
| Empate  | 15-5-1 | Zaur Gadzhibabayev | Empate (majoritário)              | M-1 Challenge 101                            | 08/03/2019 | 3     | 5:00  | Almaty                  |                                                                  |
| Derrota | 15-5   | Salimgerey Rasulov | Decisão (unânime)                 | ACB 90: Vakhaev vs. Bilostenniy              | 10/11/2018 | 3     | 5:00  | Moscou                  |                                                                  |
| Vitória | 15-4   | Chase Gormley      | Decisão (unânime)                 | ACB 88: Barnatt vs. Celiński                 | 16/06/2018 | 3     | 5:00  | Brisbane                |                                                                  |
| Vitória | 14-4   | DJ Linderman       | Decisão (unânime)                 | ACB 81: Saidov vs. Carneiro                  | 28/02/2018 | 3     | 5:00  | Dubai                   |                                                                  |
| Vitória | 13-4   | Dave Cryer         | Nocaute (socos)                   | ACB 72: Makovsky vs. Sherbatov               | 14/09/2017 | 2     | 4:19  | Montreal, Quebec        |                                                                  |
| Derrota | 12-4   | Denis Smoldarev    | Decisão (unânime)                 | ACB 61: Balaev vs. Bataev                    | 20/05/2017 | 3     | 5:00  | São Petersburgo         |                                                                  |
| Derrota | 12-3   | Mukhamad Vakhaev   | Decisão (unânime)                 | ACB 54: Supersonic                           | 11/03/2017 | 3     | 5:00  | Manchester              |                                                                  |
| Vitória | 12-2   | Rakim Cleveland    | Decisão (unânime)                 | Unified MMA 29                               | 16/12/2016 | 3     | 5:00  | Edmonton, Alberta       | Defendeu o Cinturão Peso Pesado do Unified MMA.                  |
| Vitória | 11-2   | Joey Yager         | Decisão (unânime)                 | Unified MMA 28                               | 30/09/2016 | 5     | 5:00  | Edmonton, Alberta       | Defendeu o Cinturão Peso Pesado do Unified MMA.                  |
| Vitória | 10-2   | Tony Lopez         | Decisão (unânime)                 | Unified MMA 27                               | 03/06/2016 | 3     | 5:00  | Montreal, Quebec        | Ganhou o Cinturão Peso Pesado do Unified MMA.                    |
| Derrota | 9-2    | Kazbek Saidaliev   | Decisão (unânime)                 | Akhmat Fight Show 18                         | 09/04/2016 | 3     | 5:00  | Grozny                  |                                                                  |
| Vitória | 9-1    | Tim Hague          | Nocaute (cotoveladas)             | Unified MMA 26                               | 04/02/2016 | 2     | 2:30  | Edmonton, Alberta       |                                                                  |
| Vitória | 8-1    | Victor Valimaki    | Nocaute Técnico (chutes na perna) | Unified MMA 24                               | 25/09/2015 | 2     | 3:33  | Edmonton, Alberta       |                                                                  |
| Vitória | 7-1    | Jared Henderson    | Nocaute Técnico (cotoveladas)     | KOTC: Mach 3                                 | 12/06/2015 | 1     | 3:54  | Edmonton, Alberta       |                                                                  |
| Derrota | 6-1    | Tim Hague          | Nocaute (socos)                   | Unified MMA 22                               | 27/03/2015 | 1     | 0:06  | Edmonton, Alberta       | Perdeu o Cinturão Peso Pesado do Unified MMA.                    |
| Vitória | 6-0    | Jordan Tracey      | Nocaute Técnico (socos)           | Unified MMA 20                               | 26/09/2014 | 3     | 2:39  | Edmonton, Alberta       | Volta aos Pesados; Ganhou o Cinturão Peso Pesado do Unified MMA. |
| Vitória | 5-0    | Nick Campbell      | Finalização (mata leão)           | Unified MMA 18                               | 28/03/2014 | 2     | 3:33  | Edmonton, Alberta       | Estreia nos Meio-Pesados.                                        |
| Vitória | 4-0    | William Carriere   | Decisão (unânime)                 | Xcessive Force FC 3                          | 14/12/2013 | 3     | 5:00  | Grande Prairie, Alberta |                                                                  |
| Vitória | 3-0    | Matthew Swimmer    | Nocaute Técnico (socos)           | KOTC: Anger Therapy                          | 25/09/2013 | 1     | 2:32  | Edmonton, Alberta       |                                                                  |
| Vitória | 2-0    | Dell Knebush       | Finalização (mata-leão)           | Unified MMA 16                               | 21/06/2013 | 1     | 3:03  | Edmonton, Alberta       |                                                                  |
| Vitória | 1-0    | Mike Cobey         | Nocaute Técnico (socos)           | Unified MMA 13                               | 05/09/2012 | 3     | 3:44  | Edmonton, Alberta       | Estreia nos Pesados.                                             |